# Cornelis de Heem
Cornelis de Heem (ochrzczony 8 kwietnia 1631 w Lejdzie, zm. 17 maja 1695 w Antwerpii) – holenderski malarz barokowy, specjalizujący się w martwych naturach. Syn Jana Davidszoona de Heema (1606–1684), brat Davida Janszoona (ur. w 1628) i Jana Janszoona (ur. 1650) de Heemów.
Urodził się w Lejdzie, w 1636 przeniósł się z rodziną do Antwerpii. Jego nauczycielem był prawdopodobnie ojciec, w 1660 został członkiem gildii malarskiej. Był wzmiankowany również w Utrechcie, IJsselstein i Hadze, jednak najczęściej przebywał w Antwerpii, gdzie zmarł w 1695.
Podobnie jak wszyscy członkowie artystycznej rodziny De Heemów, Cornelis malował przede wszystkim martwe natury. Jego prace wyróżniały się śmiałą, harmonijną kolorystyką oraz wielką różnorodnością przedstawień. Najczęstszym tematem jego prac były kwiaty (często w postaci girland), owoce, metalowe i szklane naczynia, instrumenty muzyczne, książki i przedmioty codziennego użytku. Całość zwykłe ożywiały przedstawienia drobnych zwierząt, owady, ślimaki, a czasami wielkie homary. Artysta wykonywał również motywy wanitywne, z charakterystycznymi atrybutami przemijania i kruchości życia. Jego prace są bardzo podobne do dzieł ojca Jana Davidszoona, który miał największy wpływ na twórczość syna.
W zbiorach Muzeum Narodowego w Warszawie znajdują się dwa obrazy artysty, Winogrona, homar i römer z winem, oraz Owoce.

## Galeria

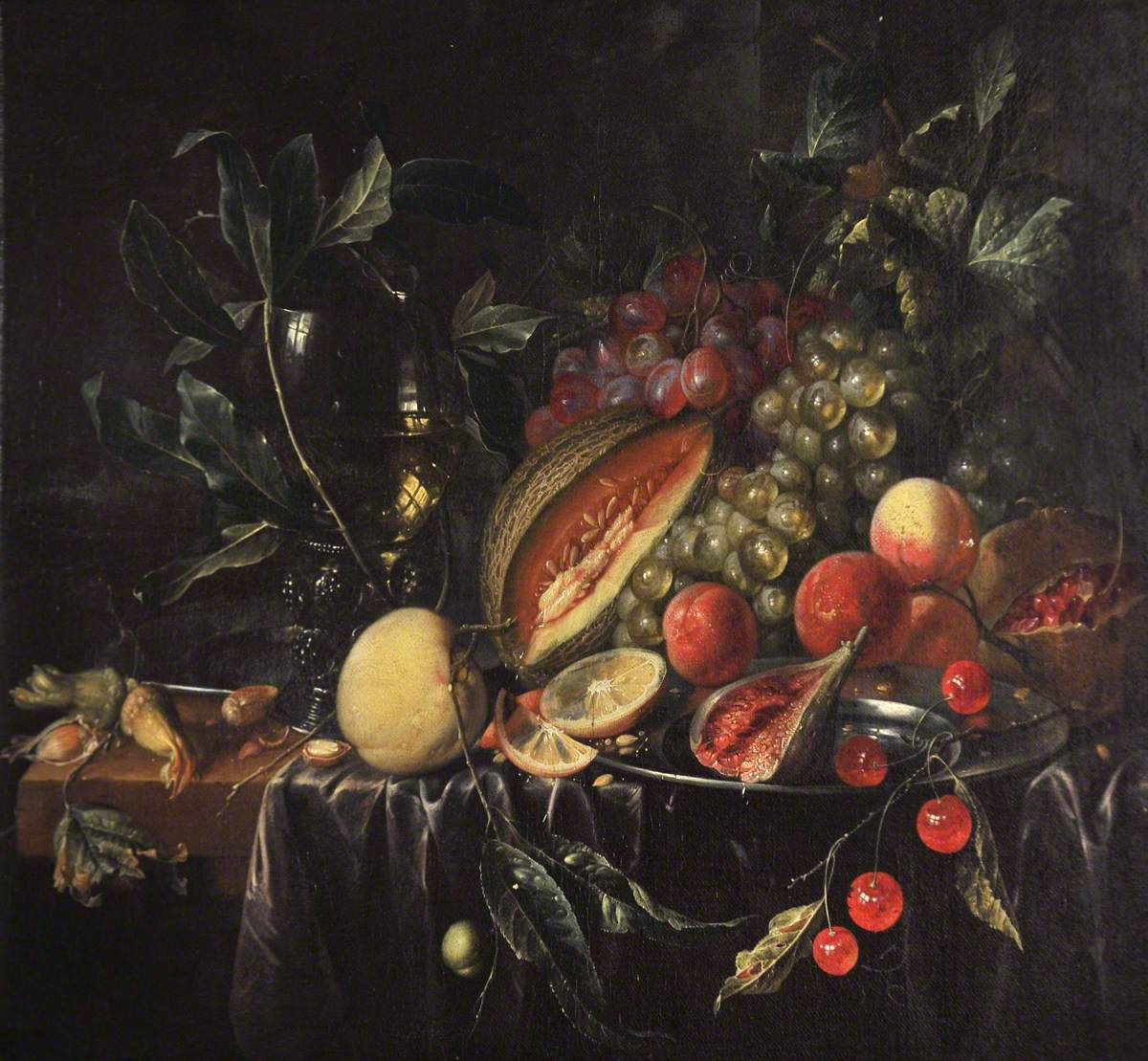
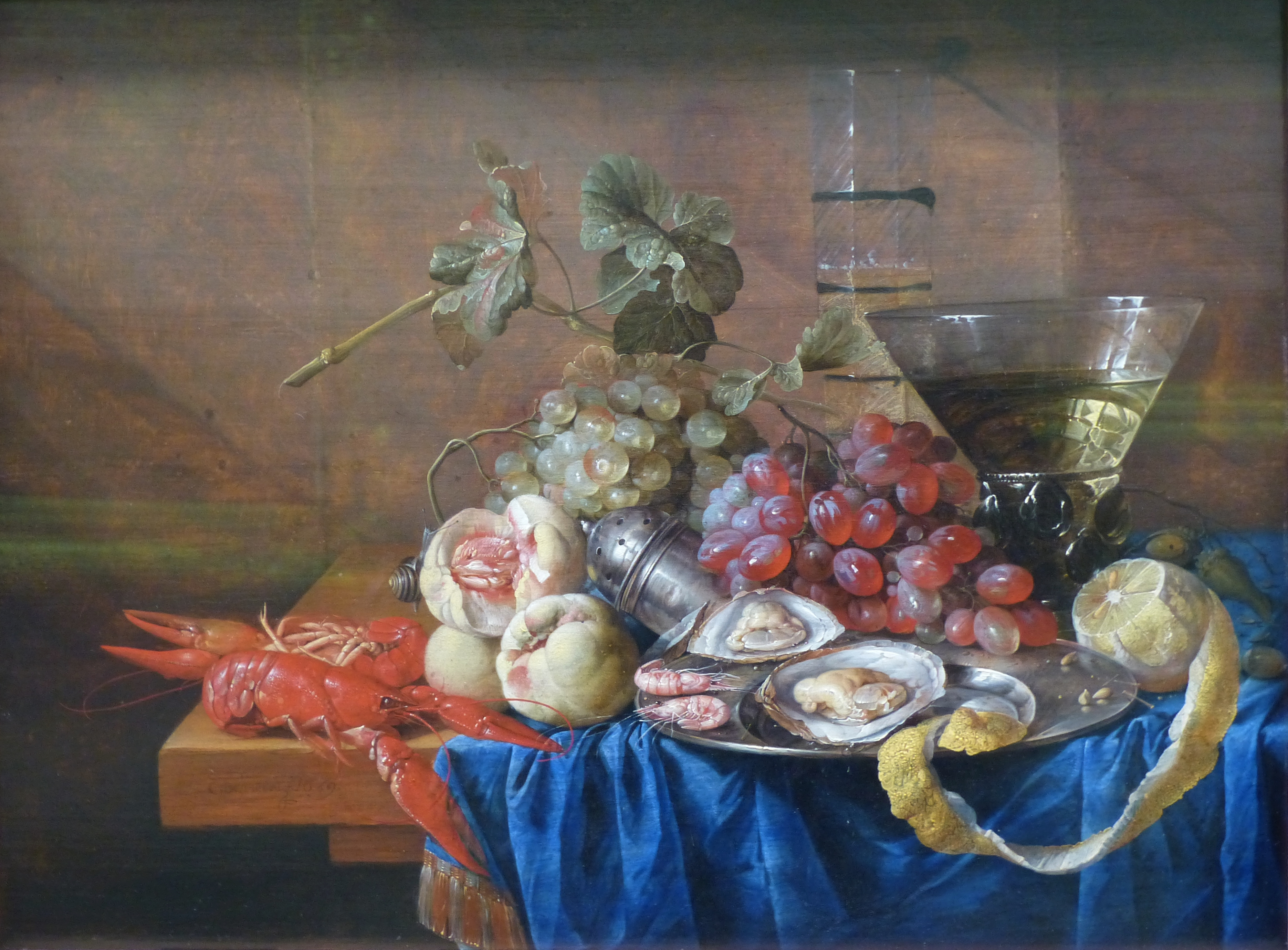
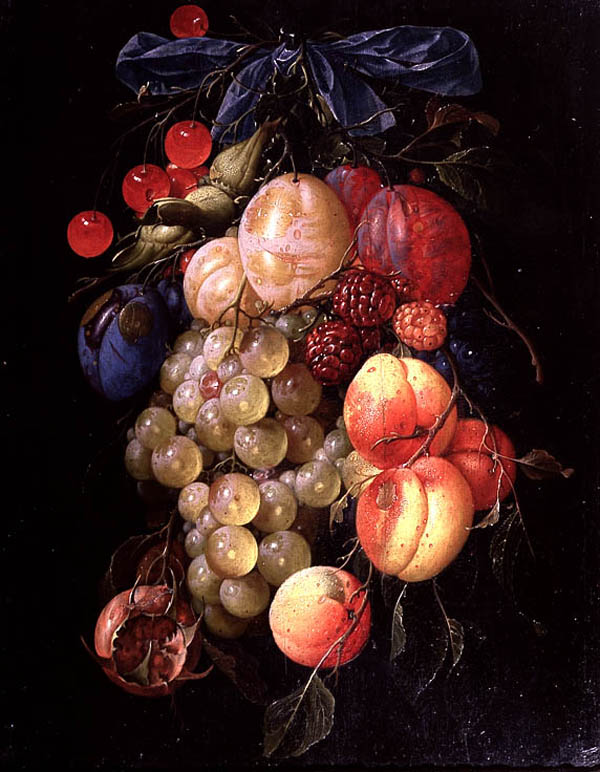
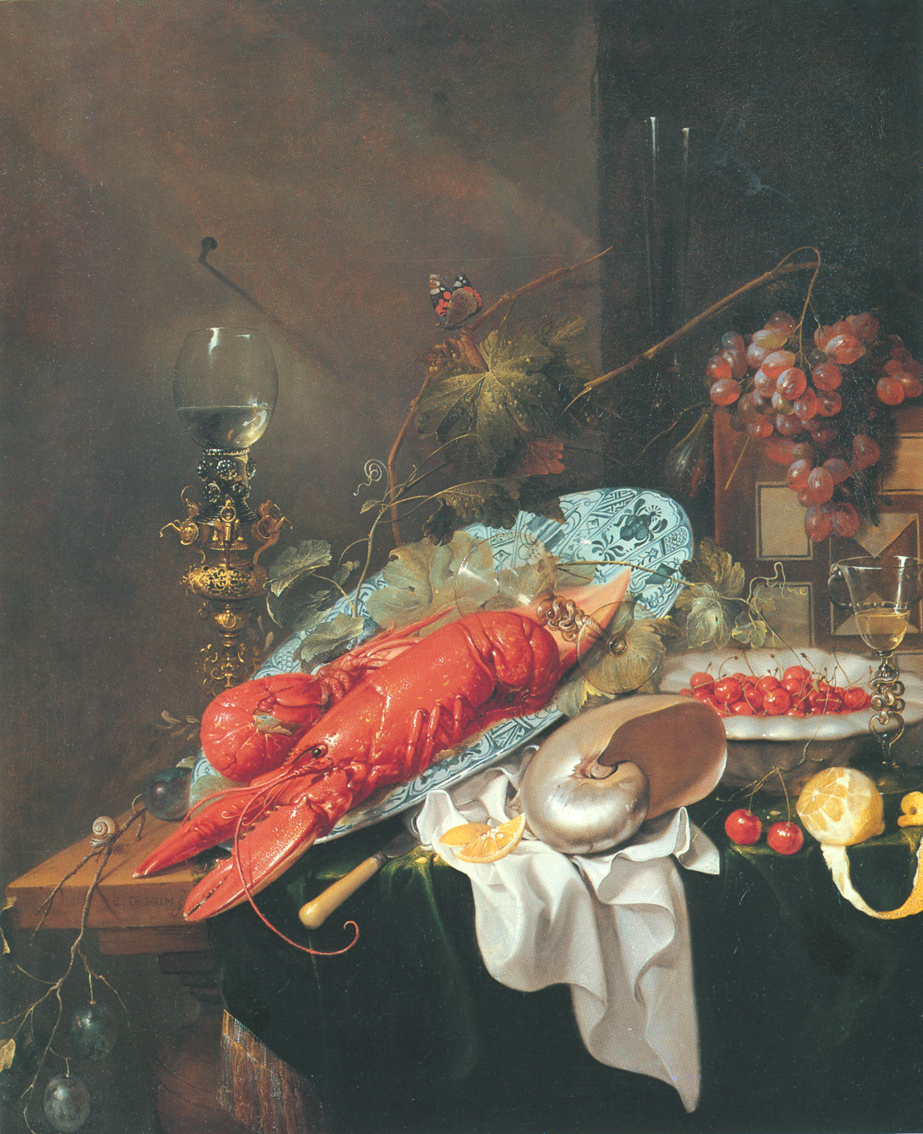
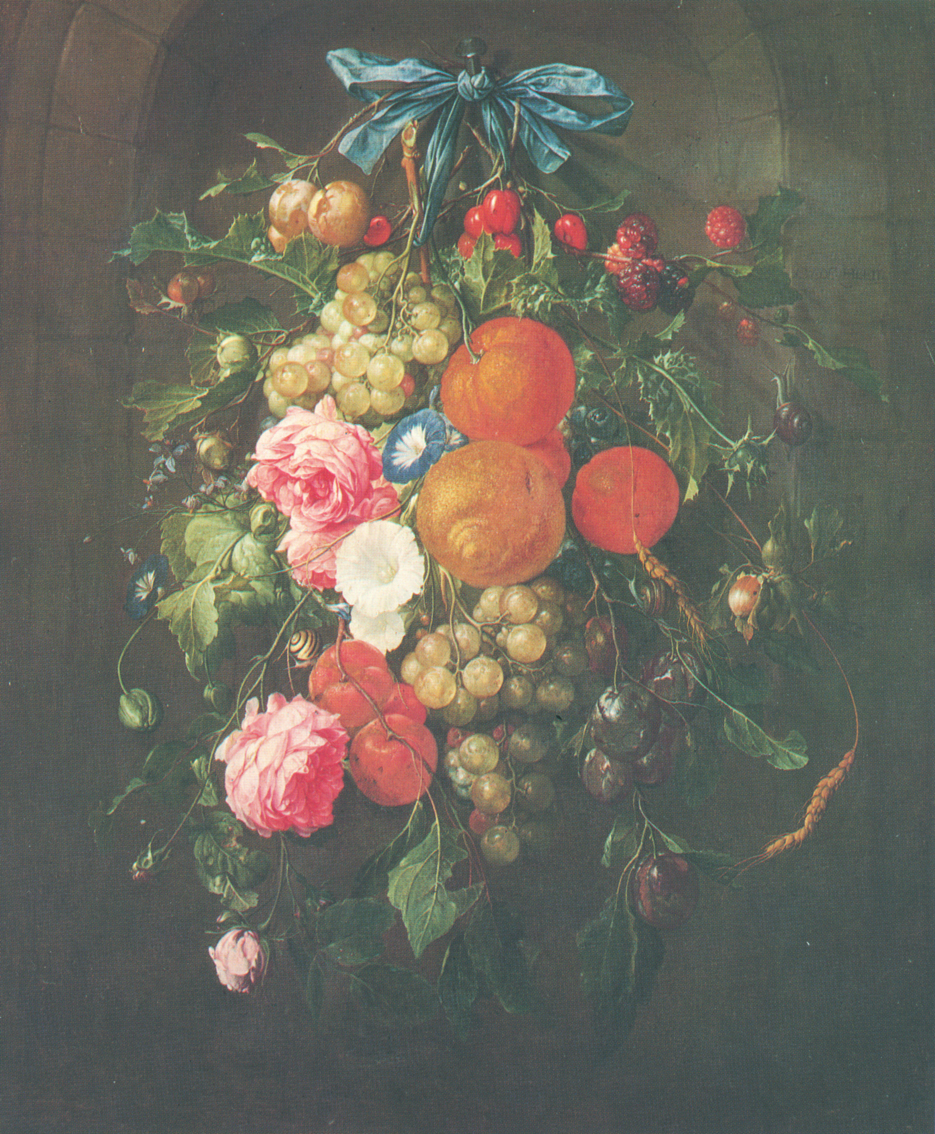
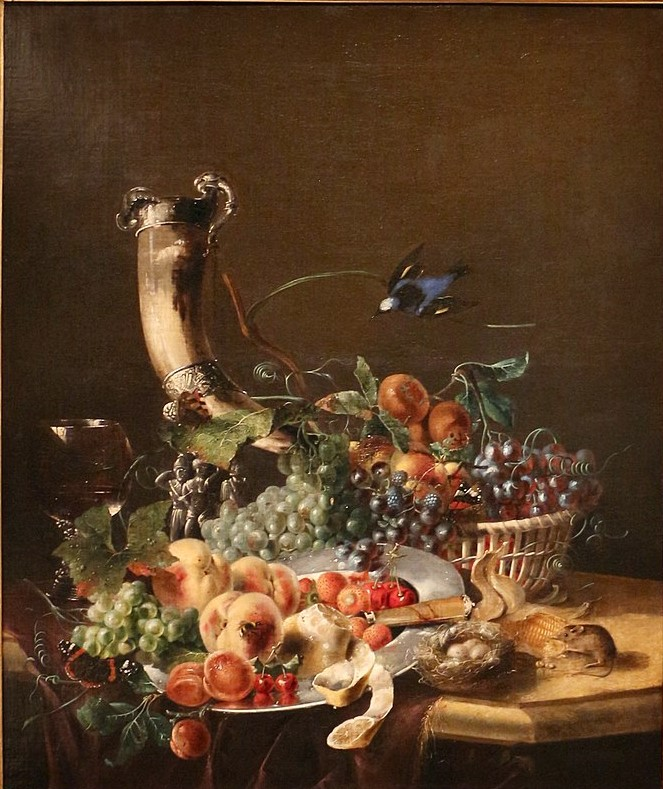
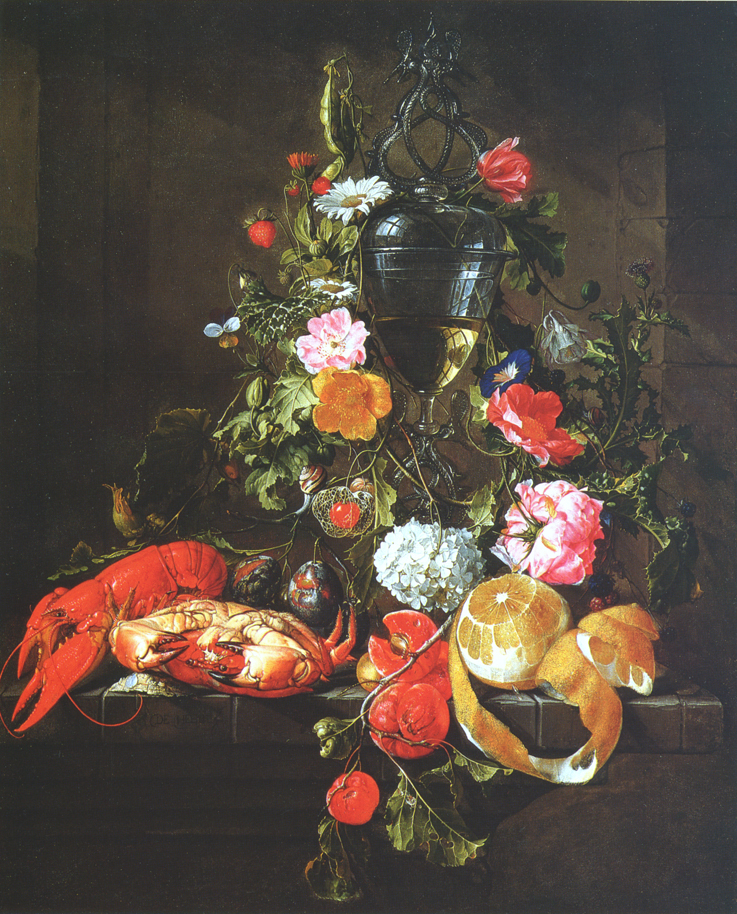